# Eudokiaziekenhuis
Eudokia was een christelijk ziekenhuis aan de Bergweg te Rotterdam. In 1991 ging het, na te zijn gefuseerd met het gemeentelijke Bergwegziekenhuis, verder als IJsselland Ziekenhuis in Capelle aan den IJssel.

## Geschiedenis
De verpleeginstelling werd in 1889 opgericht door de diaconie van de Gereformeerde Kerk van Rotterdam. Men beoogde een gesticht voor chronisch zieken te exploiteren. De oprichtingskosten werden geraamd op 1000 gulden en de jaarlijkse onkosten op zo'n 2500 gulden. Deze zouden gedekt moeten worden door collectes in de kerken en door het heffen van verpleeggelden, die gesteld werden op vier gulden per persoon per week. Het zou het eerste gereformeerde ziekenhuis in Nederland worden. Initiator was dominee W. van den Bergh, hij stierf in 1890.
Voor huisvesting werd villa Welbehagen gehuurd, die zou worden omgedoopt tot Eudokia. Op 18 juli 1890 vond de officiële opening plaats. De omzetting van de naam Welbehagen in het Griekse 'Eudokia' was meer dan een vertaling, zoals bleek uit het voorstel van ds. F. Lion Cachet: Nomen, omen; de naam, een profetie, 'Eudokia' (Welbehagen) zou zulk een welluidende gepaste naam zijn voor deze Stichting der Barmhartigheid.
De naam Eudokia was een program, dat uitdrukking gaf aan wat men als achtergrond zag van het verpleegtehuis, daarbij denkend aan de engelenzang uit Lucas 2: "Ere zij God in de hoogste hemelen, en vrede op aarde, in de mensen een welbehagen". Zo werd Welbehagen Eudokia, al zou het nog een jaar duren voordat de naam Eudokia ook in de officiële stukken gebruikt werd.
Na de Tweede Wereldoorlog werd Eudokia een algemeen ziekenhuis. In 1982 was het het eerste ziekenhuis in Nederland dat patiënten een keuzemenu bood van warme maaltijden. Voedingsassistentes zorgden voor de bediening.

## Na de sluiting
Na de sloop van het ziekenhuis werd het terrein opnieuw ingericht. Aan het nieuwe 'Eudokiaplein' kwam een winkelcentrum genaamd 'Eudokiapassage' en een kantoorgebouw dat onder andere het kantoor van de deelgemeente Rotterdam-Noord huisvestte. Daarnaast kwam er woningbouw, waaronder een woontoren van zeventien verdiepingen.